# Shannons formel
Shannons formel är en formel för att beräkna överföringskapacitet över en godtycklig kommunikationskanal. Den är framtagen av Claude Shannon som var en av de tidiga pionjärerna inom telekommunikation.
Formeln är:
{\displaystyle C=B\log _{2}(1+{\frac {S}{N}})}
Där
C = Överföringskapacitet (bit/s)
B = Kanalens bandbredd (Hz)
S/N = Signal-brusförhållande
Shannons formel beskriver hur överföringskapaciteten C i en kommunikationskanal bestäms av kanalens bandbredd B (Hz) och signal-brusförhållandet S/N eller SNR (dimensionslöst) som anger hur mycket signaleffekten är över brusgolvet. Observera att signal-brusförhållandet ofta anges i decibel, där SNR(dB) = log10(SNR).
Denna formel är tillämplig på en mängd olika kommunikationskanaler, inklusive radio- och teleförbindelser, men är generellt tillämpbar på alla former av signalteori. Osäkerheter och mätfel kan påverka noggrannheten i många sammanhang, inte enbart vid elektrisk överföring av signaler. Shannons formel förklarar hur det är möjligt att med ett stort antal mätningar av begränsad noggrannhet uppnå en högre noggrannhet i slutresultatet.
Om formeln visar på hur stor överföringskapacitet som är möjlig vid en viss bandbredd och SNR går den således generellt att omformulera till frågan: Hur stor bandbredd behöver jag vid en önskad överföringskapacitet och känt SNR. Såväl inom radio- och teletekniken som vid analys av mätfel och inverkan av olika felkällor tänker man sig då goda SNR > 1, dvs små relativa fel eller att brussignalen är svagare än signalen, men enligt shannons formel är detta inget krav. Bara det över huvud taget finns en signal kan bruset (eller mätfelen) få vara hur stora som helst utan att signalens informationsinnehåll ens kan gå alldeles förlorat i absolut mening: Det går att via signalbehandling (statistisk analys) nyttiggöra även mätdata med dålig noggrannhet och ur radiosignaler av en typ som man med örat och de bästa mottagare och filter i världen skulle döma ut som helt utstörda går av samma skäl signalinformation att vaska fram med digital signalbehandling, i de fall överföringen utformats (modulationssätt mm) med hänsyn till förekommande störtyper kanske rent av så mycket att överföringen även kan sägas fungera i praktisk mening.
I mättekniken innebär stora mätfel att man kan tvingas upprepa samma mätning ett mycket stort antal gånger. Motsvarigheten inom radiotekniken finner man inom tekniken med bandspridning (spread spectrum) som tillämpas allt mer, bland annat i trådlös nätverkskommunikation och inom de mest skilda områden som astronomi, spektrometri, magnetkameraundersökning etc förklarar sambandet varför den signalbehandling som den moderna datortekniken medger fått så avgörande - ja, rent ut sagt revolutionerande betydelse.
Shannons formel har även börjat användas inom andra ämnen, bland annat samhällsvetenskap där den har använts för att studera kommunikation mellan människor i samtal eller motsvarande.